# 陳秋燕
陳秋燕（1946年10月18日—），北一女畢業，台灣女演員、電視劇製作人，1984年以《油麻菜籽》奪得金馬獎最佳女配角。

## 生平
陳秋燕是台語片演員田清和陳蘭的女兒，九歲即從影，當時她就讀於銘傳國小，藝名「小燕」，處女作是1956年的《雨夜花》。作為台語片童星，她多數作品是和父親合演，戲中兩人也是父女關係。中學時代，她停止演出，1963年北一女中畢業後才復出，主演《賭國仇城》等台語片。1965年她改以本名陳秋燕演出《見君一面》，正式擺脫童星身分的她，同年在台語影展中被選入台語片十大女星之列。她曾演出《香蕉姑娘》等百餘部台語片，多半由父親擔任男主角並執導，然而此時台語片漸趨沒落。
1971年陳秋燕成為華視基本演員，1980年代又轉入中視；在這兩個電視台工作期間，她演出不少台語及國語連續劇，同時也接拍國語片。1979年6月，石英與陳秋燕因拒絕主持華視綜藝節目《新飛燕迎春》而被華視裁罰六個月不能上電視，《新飛燕迎春》製作人黃宗弘被華視裁罰一年不能製作節目。1983年陳秋燕女兒才剛滿月，她便投入電影《油麻菜籽》拍攝，並以片中傳統女性秀琴一角在翌年獲得第21屆金馬獎最佳女配角。1990年代以後，陳秋燕漸漸走向幕後，擔任電視劇製作人。1989年陳秋燕成立「秋燕傳播」製作電視劇，創業作品為華視閩南語連續劇《相思海》。
陳秋燕的丈夫為導演、前華視導播李英，兩人有許多合作作品。

## 演出作品

### 電影
- 雨夜花（1956）
- 破網補情天（1957）
- 小燕流浪記（1957）
- 何日花再開（1957）
- 半路夫妻（1957）
- 五子哭墓（1957）
- 寶石花（1958）
- 女賊（1958）
- 八月十五夜（1958）
- 山貓（1958）
- 雨夜花（下集）（1962）
- 恨無情（1963）
- 賭國仇城（1963）
- 西廂記（1963）
- 恩愛三百六十五日（1963）
- 不平凡的愛（1964）
- 情報員第六號（1964）
- 第七號女間諜（1964）
- 可憐戀花再會吧（1964）
- 孤女凌波（1964）
- 矮仔財娶妻（1964）
- 女通緝犯（1964）
- 歡喜過新年（1964）
- 恐怖的情人（1965）
- 採茶姑娘（1965）
- 見君一面（1965）
- 誰是殺人兇手（1965）
- 文夏風雲兒（1965）
- 黑手套（1966）
- 虎咬虎（1966） ... 麗娟
- 黑美人（1966）
- 海女紅短褲（1966）
- 大色藝妲（天字第一號第五集）（1966）
- 國際女間諜（1966）
- 南海怪鏢客（1966）
- 荒野大馬賊（1966）
- 文夏旋風兒（1966）
- 養豬人家（1966）
- 搖錢樹（1967）
- 海女美人魚（1967）
- 駛牛車（1967）
- 阿西正傳（1967）
- 擋不住（1968）
- 薛四俊（擋不住續集）（1968）
- 大小善（1968）
- 難忘負心人（1968）
- 杜財種花（1968）
- 春霄一刻值千金（1968）
- 鳳梨頭西瓜尾（1968）
- 阿西做大舅（1968）
- 在室男（1968）
- 夜夜思君（1969）
- 十八青春時（1969）
- 鑼聲若響（1969）
- 劉茶古遊台北（1969）
- 特警勇戰黃金豹（1970）
- 薛剛大鬧花燈（1970）
- 大俠史艷文（1970，使用藝名「華戀」）
- 五鬼奪魂（1971，使用藝名「華戀」）
- 郎變了（1971）
- 蕉園男女（香蕉姑娘）（1972）
- 侵略者（1974）
- 秋雨瀟瀟（1975，使用藝名「陳香蘭」）
- 鍾馗嫁妹（1976）
- 我踏浪而來（1980）
- 油麻菜籽（1983） ... 秀琴
- 結婚（1985）
- 陳益興老師（1986）
- 我們的天空 （1986）
- 我的爸爸不是賊（1987）
- 大陸行（1988）
- 流氓世家（1989）
- 金水嬸（1987）
- 超級大國民（1994）
- 超級公民（1998）

### 電視劇
- 大地之春（華視，任建青導演）
- 西螺七劍（1972，華視）
- 嘉慶君與王得祿（華視）
- 赤崁樓之戀（華視）
- 朱洪武與劉伯溫（華視）
- 嘉慶君（華視）
- 母子鳥（華視）
- 恩情深似海（華視）
- 三門街（華視）
- 虎膽（1976，華視，改編自古龍原著《白玉老虎》，扮演原著女主上官憐憐）
- 天涯 俠士 萬里追（華視）
- 媽媽請你也保重（1984，華視）
- 湖邊春夢（中視）
- 離別的月台票（中視）
- 碧海青天夜夜心（華視，與王萊、林在培合演）
- 媽媽紅娘（中視，王小棣導演）
- 陽光每天都來過（中視）
- 請讓他長大（中視）
- 相思海（1989，華視，自製自演，蔡明亮編劇）
- 運將媽媽（廣電基金，自製自演）

## 製作作品
- 相思海（1989，華視）
- 鐵樹開花
- 小魚吃大魚
- 都市阿伯（王識賢主演）
- 二人世界
- 風雨天堂
- 關仔嶺之戀
- 美麗好女人（瞿友寧導演）
- 凍頂黑狗兄
- 永遠的孩子
- 運將媽媽（自製自演，廣電基金監製）
- 小草的成長日記（公共電視台監製）
- 誰在橋上寫字（2000，公共電視台監製）
- 寒夜（2002，公共電視台監製）
- 誰是誰（2010，公共電視台監製）
- 銘謝惠顧（2014，公共電視台監製）

## 外部連結
- 秋燕傳播官方部落格 （页面存档备份，存于）
- 陳秋燕在互联网电影资料库（IMDb）上的資料（英文）（英文）
- 陳秋燕在香港影庫上的簡介
- 陳秋燕在时光网上的簡介（简体中文）